# Santa Teresa (Uruguay)
Santa Teresa ist eine Stadt im Norden Uruguays.

## Geographie
Sie befindet sich im nördlichen Teil des Departamento Rivera in dessen Sektor 9. Sie liegt westlich der Departamento-Hauptstadt Rivera, südlich von Lagunón und nordwestlich von Mandubí.

## Einwohner
Santa Teresa hatte bei der Volkszählung im Jahr 2011 2.657 Einwohner, davon 1.352 männliche und 1.305 weibliche.
| Jahr | Einwohner |
| ---- | --------- |
| 1963 | -         |
| 1975 | 162       |
| 1985 | 1.221     |
| 1996 | 1.793     |
| 2004 | 2.171     |
| 2011 | 2.657     |

Quelle: Instituto Nacional de Estadística de Uruguay